# 養国寺 (文京区)
養国寺（ようこくじ）は、東京都文京区にある浄土宗の寺院。

## 歴史
1624年（寛永元年）、三木松平家の松平忠利と養国院（忠利の娘）の開基である。
かつては、三木松平家から奉納された「東照宮御神像」が安置されていた。そのことから「権現さまの寺」と呼ばれていた。御神像は木造で、束帯姿の坐像である。
明治になり、徳川宗家の当主（徳川家達）は静岡藩の藩主となった。それに伴い、三木松平家も静岡に移住することになったため、御神像は静岡浅間神社に遷座することになった。
1879年（明治12年）に火災に遭い、続いて1945年（昭和20年）の東京大空襲で、建物を全焼した。いずれも本尊と過去帳は何とか守り抜いた。

## 寺宝等
- 阿弥陀如来像（本尊）
- 観音菩薩立像
- 勢至菩薩立像
- 地蔵菩薩立像

## 交通アクセス
- 江戸川橋駅より徒歩3分（経路案内）。